# Дамир Микец
Дамир Микец (на сръбски: Дамир Микец; роден на 31 март 1984 г. в Сплит) е сръбски стрелец. Носител на златен медал от Европейски игри (2015), вицешампион на Европейско първенство (2015).